# Falkville
Falkville – miasto w Stanach Zjednoczonych, w stanie Alabama, w hrabstwie Morgan. W roku 2023 miasto zamieszkiwało 1195 osób, a gęstość zaludnienia wynosiła 125,8 osoby/km².